# Lorenzo Bartolini
Lorenzo Bartolini (Vernio, 7 de janeiro de 1777 - Florença, 20 de janeiro de 1850) foi um escultor italiano do Neoclassicismo.
Estudou na Academia de Belas Artes de Florença, ganhando reputação como escultor em alabastro. Mudando para Paris, estudou com Desmarets e François-Frédéric Lemot. Em 1803 sua obra Cleobis e Biton ganhou o segundo prêmio da Academia, o que lhe trouxe fama e atraiu patronos importantes, entre eles Napoleão Bonaparte, para quem executou um busto colossal. Napoleão o enviou em 1807 para dirigir a Academia de Carrara, na Itália. Com a queda de Napoleão, retirou-se para Florença, onde executou monumentos e retratos.